# 回龙镇 (邛崃市)
回龙镇，是中华人民共和国四川省成都市邛崃市曾经下辖的一个镇。2019年12月，撤消回龙镇，原回龙镇所属行政区域划为羊安街道的行政区域

## 行政区划
回龙镇撤销前下辖以下地区：
平桥社区、榆树社区、凤龙村、民乐村、大塘村、临江村、五员村、凉风村和白杨村。